# فاليري مايلز
فاليري مايلز (بالإنجليزية: Valerie Miles)‏ هي صحفية ومترجمة أمريكية، ولدت في 1963 في نيويورك في الولايات المتحدة.